# Football Club Stade Lausanne-Ouchy 2020-2021
Questa voce raccoglie le informazioni riguardanti il Football Club Stade Lausanne-Ouchy nelle competizioni ufficiali della stagione 2020-2021.

## Stagione
Nella stagione 2020-2021 il Stade Lausanne-Ouchy, allenato da Meho Kodro, concluse il campionato di Challenge League al 3º posto. In Coppa Svizzera il Stade Lausanne-Ouchy fu eliminato al secondo turno dal Grasshoppers.

## Rosa
| N. |                                 | Ruolo | Calciatore         |
| -- | ------------------------------- | ----- | ------------------ |
| 1  | Svizzera (bandiera)             | P     | Dany Da Silva      |
| 2  | Bosnia ed Erzegovina (bandiera) | D     | Samir Efendić      |
| 3  | Svizzera (bandiera)             | D     | Christopher Routis |
| 4  | Spagna (bandiera)               | D     | Albisua            |
| 5  | Kosovo (bandiera)               | D     | Lavdrim Hajrulahu  |
| 6  | Svizzera (bandiera)             | C     | Quentin Gaillard   |
| 7  | Brasile (bandiera)              | C     | Carlos Lima        |
| 7  | Francia (bandiera)              | C     | Andy Laugeois      |
| 9  | Rep. del Congo (bandiera)       | A     | Guy Mbenza         |
| 10 | Svizzera (bandiera)             | C     | Mergim Qarri       |
| 11 | Francia (bandiera)              | A     | Yanis Lahiouel     |
| 12 | Svizzera (bandiera)             | P     | Justin Hammel      |
| 13 | Comore (bandiera)               | C     | Rafidine Abdullah  |
| 17 | Kosovo (bandiera)               | A     | Alban Ajdini       |
| 18 | Portogallo (bandiera)           | P     | Barroca            |
| 19 | Svizzera (bandiera)             | P     | Niklas Steffen     |

| N. |                       | Ruolo | Calciatore          |
| -- | --------------------- | ----- | ------------------- |
| 20 | Capo Verde (bandiera) | D     | Dylan Tavares       |
| 21 | Svizzera (bandiera)   | C     | Mersim Asllani      |
| 22 | Svizzera (bandiera)   | D     | Vincent Rüfli       |
| 23 | Angola (bandiera)     | C     | Giovani Bamba       |
| 24 | Svizzera (bandiera)   | C     | Roland Ndongo       |
| 25 | Svizzera (bandiera)   | A     | Zeki Amdouni        |
| 26 | Svizzera (bandiera)   | C     | Michaël Perrier     |
| 28 | Svizzera (bandiera)   | C     | Karim Gazzetta      |
| 33 | Svizzera (bandiera)   | C     | Christian Schneuwly |
| 34 | Svizzera (bandiera)   | D     | Bijan Dalvand       |
| 77 | Svizzera (bandiera)   | A     | Elmedin Avdic       |
| 77 | Portogallo (bandiera) | A     | Joël Monteiro       |
|    | Svizzera (bandiera)   | P     | Mirco Mazzeo        |
|    | Svizzera (bandiera)   | C     | Justin Vallelian    |
|    | Svizzera (bandiera)   | A     | David Staffoni      |

## Organigramma societario
Area tecnica
- Allenatore: Meho Kodro
- Allenatore in seconda: Dalibor Stevanović
- Preparatore dei portieri: Zoran Lemajić
- Preparatori atletici:

## Calciomercato

### Sessione estiva
| Acquisti | Acquisti           | Acquisti       | Acquisti |
| R.       | Nome               | da             | Modalità |
| -------- | ------------------ | -------------- | -------- |
| P        | Justin Hammel      | Basilea II     |          |
| P        | Dany Da Silva      | Losanna        |          |
| C        | Mersim Asllani     | Grasshoppers   |          |
| A        | Yanis Mbombo       | OH Lovanio     |          |
| C        | Mergim Qarri       | Stade Nyonnais |          |
| D        | Ivan Harambasic    | Köniz          |          |
| D        | Christopher Routis | Servette       |          |
| D        | Albisua            | UCAM Murcia    |          |
| A        | Elmedin Avdic      | Losanna U18    |          |
| D        | Samir Efendić      | Tuzla City     |          |
| C        | Giovani Bamba      | Stade Nyonnais |          |
| P        | Mirco Mazzeo       | Yverdon II     |          |
| A        | David Staffoni     | Azzurri 90     |          |

| Cessioni | Cessioni          | Cessioni        | Cessioni |
| R.       | Nome              | a               | Modalità |
| -------- | ----------------- | --------------- | -------- |
| C        | Parapar           | Neuchâtel Xamax |          |
| P        | Serge Emptaz      | Chênois         |          |
| A        | Marko Maletić     | Aluminij        |          |
| C        | Marco Delley      | Étoile Carouge  |          |
| A        | Allan Eleouet     | Yverdon         |          |
| P        | Christophe Guedes | Yverdon         |          |
| D        | William Le Pogam  | Yverdon         |          |
| D        | Steve Samandjeu   | Echallens       |          |
| D        | Axel Danner       | Yverdon         |          |
| D        | Brandon Messina   | FC Lonay        |          |

### Sessione invernale
| Acquisti | Acquisti            | Acquisti   | Acquisti |
| R.       | Nome                | da         | Modalità |
| -------- | ------------------- | ---------- | -------- |
| P        | Niklas Steffen      | Basilea II |          |
| A        | Joël Monteiro       | Losanna    |          |
| A        | Guy Mbenza          | Anversa    |          |
| C        | Christian Schneuwly | Losanna    |          |
| P        | Jozef Pukaj         | Basilea    |          |
| D        | Vincent Rüfli       | San Gallo  |          |
| A        | Alban Ajdini        | Servette   |          |

| Cessioni | Cessioni        | Cessioni        | Cessioni |
| R.       | Nome            | a               | Modalità |
| -------- | --------------- | --------------- | -------- |
| P        | Jozef Pukaj     | Basilea         |          |
| D        | Ivan Harambasic | Köniz           |          |
| C        | Sinan Ramović   | Željezničar     |          |
| C        | Andrea Mutombo  | Neuchâtel Xamax |          |
| A        | Yanis Mbombo    | AVS             |          |

## Risultati

### Challenge League

#### Prima fase, girone di andata
| Arbitro: | Staubli |

|                       |           |                   |
| Munsy 6’ Schwizer 41’ | Marcatori | 52’, 63’ Lahiouel |

| Arbitro: | Jancevski |

|                        |           |               |
| Ndongo 73’ Amdouni 89’ | Marcatori | 69’ Dzonlagic |

| Arbitro: | von Mandach |

|             |           |                                   |
| Pollero 60’ | Marcatori | 58’ Qarri 76’ Perrier 90’ Amdouni |

| Arbitro: | Jancevski |

|             |           |              |
| Lahiouel 6’ | Marcatori | 63’ Rrudhani |

| Arbitro: | Kanagasingam |

|                                                  |           |              |
| Gazzetta 26’ Ramović 35’ Ndongo 39’ Abdullah 66’ | Marcatori | 82’ Affolter |

| Wil 24 ottobre 2020, ore 17:30 CEST 6ª giornata | Wil     | 0 – 0 referto | Stade Lausanne-Ouchy | Stadion Bergholz (460 spett.)\| Arbitro: \| Staubli \| |
| Arbitro:                                        | Staubli |               |                      |                                                        |

| Arbitro: | Huwiler |

|             |           |                              |
| Tavares 53’ | Marcatori | 71’ Pina 87’ (rig.) Bonatini |

| Arbitro: | Turkeš |

|                           |           |              |
| Alves 9’ Buess 83’ (rig.) | Marcatori | 61’ Gazzetta |

| Arbitro: | Staubli |

|  |           |           |
|  | Marcatori | 56’ Bamba |

#### Prima fase, girone di ritorno
| Arbitro: | Kanagasingam |

|                              |           |                               |
| Mutombo 63’ (rig.) Bamba 90’ | Marcatori | 73’ (rig.) Mujčić 88’ Djoulou |

| Arbitro: | Jancevski |

|  |           |                           |
|  | Marcatori | 36’ Lahiouel 41’ Gazzetta |

| Arbitro: | Staubli |

|              |           |  |
| Lahiouel 25’ | Marcatori |  |

| Arbitro: | Cibelli |

|                                    |           |                                       |
| Hammerich 67’ Hasani 71’ Balaj 74’ | Marcatori | 33’ Gazzetta 46’, 90’ (rig.) Lahiouel |

| Arbitro: | Kanagasingam |

|           |           |           |
| Bamba 53’ | Marcatori | 84’ Alves |

| Arbitro: | Turkeš |

|              |           |  |
| Lahiouel 57’ | Marcatori |  |

| Arbitro: | Dudic |

|                        |           |  |
| Pusic 54’ Gjorgjev 90’ | Marcatori |  |

| Arbitro: | Turkeš |

|              |           |                                      |
| Lahiouel 57’ | Marcatori | 22’ Fatkič 30’ Da Silva 78’ Chihadeh |

| Chiasso 2 febbraio 2021, ore 19:00 CET 18ª giornata | Chiasso      | 0 – 0 referto | Stade Lausanne-Ouchy | Stadio comunale Riva IV (0 spett.)\| Arbitro: \| Kanagasingam \| |
| Arbitro:                                            | Kanagasingam |               |                      |                                                                  |

#### Seconda fase, girone di andata
| Arbitro: | Staubli |

|                                         |           |                  |
| Amdouni 59’, 85’ Tavares 69’ Ajdini 90’ | Marcatori | 72’ (rig.) Buess |

| Arbitro: | Wolfensberger |

|                |           |  |
| Tushi 45’, 66’ | Marcatori |  |

| Arbitro: | Gianforte |

|             |           |             |
| Amdouni 15’ | Marcatori | 90’ Almeida |

| Arbitro: | Kanagasingam |

|  |           |                            |
|  | Marcatori | 66’ Schneuwly 89’ Lahiouel |

| Arbitro: | Wolfensberger |

|            |           |              |
| Mbenza 21’ | Marcatori | 18’ Bonatini |

| Arbitro: | von Mandach |

|               |           |                                             |
| Rodríguez 54’ | Marcatori | 8’ Amdouni 78’ (rig.) Lahiouel 89’ Gazzetta |

| Arbitro: | Cibelli |

|                      |           |  |
| Mbenza 13’, 77’, 84’ | Marcatori |  |

| Neuchâtel 19 marzo 2021, ore 20:00 CET 26ª giornata | Neuchâtel Xamax | 0 – 0 referto | Stade Lausanne-Ouchy | La Maladière (0 spett.)\| Arbitro: \| Wolfensberger \| |
| Arbitro:                                            | Wolfensberger   |               |                      |                                                        |

| Arbitro: | Gianforte |

|                 |           |              |
| Mistrafović 90’ | Marcatori | 12’ Lahiouel |

#### Seconda fase, girone di ritorno
| Arbitro: | von Mandach |

|                        |           |                                   |
| Amdouni 55’ Mbenza 90’ | Marcatori | 6’ Kablan 36’ Havenaar 64’ Sutter |

| Arbitro: | Staubli |

|           |           |            |
| Buess 28’ | Marcatori | 8’ Amdouni |

| Arbitro: | Turkeš |

|                        |           |             |
| Amdouni 12’ Ajdini 48’ | Marcatori | 63’ Neitzke |

| Arbitro: | Gianforte |

|                            |           |            |
| Marzouk 32’ Malinowski 42’ | Marcatori | 22’ Ajdini |

| Arbitro: | Kanagasingam |

|              |           |                      |
| Abdullah 60’ | Marcatori | 14’ Sessolo 88’ Luan |

| Arbitro: | Cibelli |

|                     |           |                         |
| Bonatini 20’ (rig.) | Marcatori | 83’ Amdouni 85’ Asllani |

| Arbitro: | Hänni |

|             |           |               |
| Asllani 25’ | Marcatori | 33’ Dominguez |

| Arbitro: | Wolfensberger |

|                                   |           |  |
| Mbenza 6’, 31’ Amdouni 82’ (rig.) | Marcatori |  |

| Arbitro: | Tschudi |

|  |           |                                   |
|  | Marcatori | 4’ Ajdini 56’ Gaillard 84’ Ndongo |

### Coppa Svizzera
| Losanna 12 settembre 2020, ore 16:30 CEST Secondo turno             | Stade Lausanne-Ouchy | 1 – 2 referto          | Grasshoppers | Stade Juan-Antonio Samaranch |
| \| \| \| \| \| Ndongo 65’ \| Marcatori \| 45’ Kalem 66’ Demhasaj \| |                      |                        |              |                              |
|                                                                     |                      |                        |              |                              |
| Ndongo 65’                                                          | Marcatori            | 45’ Kalem 66’ Demhasaj |              |                              |

## Statistiche

### Statistiche di squadra
| Competizione     | Punti | In casa | In casa | In casa | In casa | In casa | In casa | In trasferta | In trasferta | In trasferta | In trasferta | In trasferta | In trasferta | Totale | Totale | Totale | Totale | Totale | Totale | DR  |
| Competizione     | Punti | G       | V       | N       | P       | Gf      | Gs      | G            | V            | N            | P            | Gf           | Gs           | G      | V      | N      | P      | Gf     | Gs     | DR  |
| ---------------- | ----- | ------- | ------- | ------- | ------- | ------- | ------- | ------------ | ------------ | ------------ | ------------ | ------------ | ------------ | ------ | ------ | ------ | ------ | ------ | ------ | --- |
| Challenge League | 58    | 18      | 8       | 6       | 4       | 32      | 21      | 18           | 7            | 7            | 4            | 25           | 18           | 36     | 15     | 13     | 8      | 57     | 39     | +18 |
| Coppa Svizzera   | -     | 1       | 0       | 0       | 1       | 1       | 2       | 0            | 0            | 0            | 0            | 0            | 0            | 1      | 0      | 0      | 1      | 1      | 2      | -1  |
| Totale           | 58    | 19      | 8       | 6       | 5       | 33      | 23      | 18           | 7            | 7            | 4            | 25           | 18           | 37     | 15     | 13     | 9      | 58     | 41     | +17 |

### Andamento in campionato
| Giornata  | 1 | 2 | 3 | 4 | 5 | 6 | 7 | 8 | 9 | 10 | 11 | 12 | 13 | 14 | 15 | 16 | 17 | 18 | 19 | 20 | 21 | 22 | 23 | 24 | 25 | 26 | 27 | 28 | 29 | 30 | 31 | 32 | 33 | 34 | 35 | 36 |
| --------- | - | - | - | - | - | - | - | - | - | -- | -- | -- | -- | -- | -- | -- | -- | -- | -- | -- | -- | -- | -- | -- | -- | -- | -- | -- | -- | -- | -- | -- | -- | -- | -- | -- |
| Luogo     | T | C | T | C | C | T | C | T | T | C  | T  | C  | T  | C  | C  | T  | C  | T  | C  | T  | C  | T  | C  | T  | C  | T  | T  | C  | T  | C  | T  | C  | T  | C  | C  | T  |
| Risultato | N | V | V | N | V | N | P | P | V | N  | V  | V  | N  | N  | V  | P  | P  | N  | V  | P  | N  | V  | N  | V  | V  | N  | N  | P  | N  | V  | P  | P  | V  | N  | V  | V  |
| Posizione | 5 | 4 | 2 | 2 | 1 | 2 | 3 | 3 | 3 | 3  | 2  | 2  | 2  | 3  | 2  | 4  | 5  | 5  | 4  | 5  | 5  | 4  | 5  | 4  | 3  | 3  | 3  | 4  | 4  | 3  | 4  | 5  | 5  | 5  | 4  | 3  |

Legenda:

Luogo: C = Casa; T = Trasferta. Risultato: V = Vittoria; N = Pareggio; P = Sconfitta.

### Statistiche dei giocatori
| Giocatore     | Challenge League | Challenge League | Challenge League | Challenge League | Coppa Svizzera | Coppa Svizzera | Coppa Svizzera | Coppa Svizzera | Totale   | Totale | Totale      | Totale     |
| Giocatore     | Presenze         | Reti             | Ammonizioni      | Espulsioni       | Presenze       | Reti           | Ammonizioni    | Espulsioni     | Presenze | Reti   | Ammonizioni | Espulsioni |
| ------------- | ---------------- | ---------------- | ---------------- | ---------------- | -------------- | -------------- | -------------- | -------------- | -------- | ------ | ----------- | ---------- |
| R. Abdullah   | 28               | 2                | 12               | 0                | 0              | 0              | 0              | 0              | 28       | 2      | 12          | 0          |
| A. Ajdini     | 14               | 4                | 2                | 0                | 0              | 0              | 0              | 0              | 14       | 4      | 2           | 0          |
| A. Albisua    | 23               | 0                | 1                | 1                | 1              | 0              | 0              | 0              | 24       | 0      | 1           | 1          |
| Z. Amdouni    | 32               | 11               | 6                | 0                | 1              | 0              | 0              | 0              | 33       | 11     | 6           | 0          |
| M. Asllani    | 25               | 2                | 3                | 0                | 0              | 0              | 0              | 0              | 25       | 2      | 3           | 0          |
| E. Avdic      | 0                | 0                | 0                | 0                | 0              | 0              | 0              | 0              | 0        | 0      | 0           | 0          |
| G. Bamba      | 31               | 3                | 4                | 1                | 1              | 0              | 0              | 0              | 32       | 3      | 4           | 1          |
| J. Barroca    | 1                | 0                | 0                | 0                | 1              | 0              | 0              | 0              | 2        | 0      | 0           | 0          |
| B. Dalvand    | 4                | 0                | 0                | 0                | 1              | 0              | 0              | 0              | 5        | 0      | 0           | 0          |
| S. Efendić    | 28               | 0                | 5                | 0                | 0              | 0              | 0              | 0              | 28       | 0      | 5           | 0          |
| Q. Gaillard   | 10               | 1                | 2                | 0                | 0              | 0              | 0              | 0              | 10       | 1      | 2           | 0          |
| K. Gazzetta   | 28               | 5                | 0                | 0                | 1              | 0              | 0              | 0              | 29       | 5      | 0           | 0          |
| L. Hajrulahu  | 25               | 0                | 3                | 0                | 0              | 0              | 0              | 0              | 25       | 0      | 3           | 0          |
| J. Hammel     | 21               | 0                | 1                | 0                | 0              | 0              | 0              | 0              | 21       | 0      | 1           | 0          |
| I. Harambasic | 2                | 0                | 0                | 0                | 0              | 0              | 0              | 0              | 2        | 0      | 0           | 0          |
| Y. Lahiouel   | 31               | 12               | 4                | 1                | 1              | 0              | 0              | 0              | 32       | 12     | 4           | 1          |
| A. Laugeois   | 19               | 0                | 3                | 0                | 1              | 0              | 0              | 0              | 20       | 0      | 3           | 0          |
| C. Lima       | 0                | 0                | 0                | 0                | 0              | 0              | 0              | 0              | 0        | 0      | 0           | 0          |
| M. Mazzeo     | 0                | 0                | 0                | 0                | 0              | 0              | 0              | 0              | 0        | 0      | 0           | 0          |
| G. Mbenza     | 15               | 7                | 1                | 0                | 0              | 0              | 0              | 0              | 15       | 7      | 1           | 0          |
| Y. Mbombo     | 1                | 0                | 0                | 0                | 1              | 0              | 0              | 0              | 2        | 0      | 0           | 0          |
| J. Monteiro   | 2                | 0                | 0                | 0                | 0              | 0              | 0              | 0              | 2        | 0      | 0           | 0          |
| A. Mutombo    | 11               | 1                | 1                | 0                | 1              | 0              | 0              | 0              | 12       | 1      | 1           | 0          |
| R. Ndongo     | 28               | 3                | 4                | 0                | 1              | 1              | 0              | 0              | 29       | 4      | 4           | 0          |
| M. Perrier    | 22               | 1                | 5                | 0                | 1              | 0              | 0              | 0              | 23       | 1      | 5           | 0          |
| J. Pukaj      | 0                | 0                | 0                | 0                | 0              | 0              | 0              | 0              | 0        | 0      | 0           | 0          |
| M. Qarri      | 32               | 1                | 2                | 0                | 0              | 0              | 0              | 0              | 32       | 1      | 2           | 0          |
| S. Ramović    | 15               | 1                | 1                | 0                | 1              | 0              | 0              | 0              | 16       | 1      | 1           | 0          |
| C. Routis     | 27               | 0                | 10               | 0                | 1              | 0              | 1              | 0              | 28       | 0      | 11          | 0          |
| V. Rüfli      | 14               | 0                | 3                | 0                | 0              | 0              | 0              | 0              | 14       | 0      | 3           | 0          |
| C. Schneuwly  | 14               | 1                | 3                | 0                | 0              | 0              | 0              | 0              | 14       | 1      | 3           | 0          |
| D. Silva      | 14               | 0                | 1                | 0                | 0              | 0              | 0              | 0              | 14       | 0      | 1           | 0          |
| D. Staffoni   | 0                | 0                | 0                | 0                | 0              | 0              | 0              | 0              | 0        | 0      | 0           | 0          |
| N. Steffen    | 1                | 0                | 0                | 0                | 0              | 0              | 0              | 0              | 1        | 0      | 0           | 0          |
| D. Tavares    | 21               | 2                | 5                | 0                | 1              | 0              | 0              | 0              | 22       | 2      | 5           | 0          |
| J. Vallelian  | 0                | 0                | 0                | 0                | 0              | 0              | 0              | 0              | 0        | 0      | 0           | 0          |